# Monte Rushmore
Il Monumento nazionale del Monte Rushmore (in inglese Mount Rushmore National Memorial) è un complesso scultoreo nella roccia  situato nel Dakota del Sud, sul massiccio montuoso delle Black Hills, formato da enormi blocchi granitici; noto anche come Tȟuŋkášila Šákpe in Lakota, o Six Grandfathers (letteralmente "I sei nonni"). Fu lo scultore Gutzon Borglum a creare le premesse per la realizzazione del lavoro, supervisionando l'esecuzione del progetto dal 1927 al 1941 con l'aiuto di suo figlio, Lincoln Borglum. Seguendo i dettami di Borglum, le sculture, i cui volti raggiungono la dimensione di 18 m, raffigurano i volti dei presidenti George Washington (1732-1799), Thomas Jefferson (1743-1826), Theodore Roosevelt (1858-1919), Abraham Lincoln (1809-1865). La scelta sui quattro presidenti ricadde perché essi rappresentavano rispettivamente la nascita, la crescita, lo sviluppo e la stabilità della nazione. Il parco commemorativo copre un'area vasta 5,17 km² e la conformazione attuale della montagna raggiunge un'altitudine di 1.765 m s.l.m.
È allo storico del Dakota del Sud Doane Robinson che si riconosce l'ipotesi di scolpire le sembianze di personaggi famosi nelle montagne delle Black Hills, nata al fine di promuovere il turismo nella regione. Inizialmente pronto a scolpire i Needles, dei pilastri di granito erosi a forma di colonne assai caratteristici, Gutzon Borglum rifiutò tale prospettiva a causa della scarsa qualità delle rocce e della forte opposizione dei Lakota, i quali consideravano le Black Hills un sito sacro incluso nella riserva di Great Sioux. A seguito di un controverso procedimento di acquisizione della zona delle Black Hills, gli Stati Uniti assistettero a un aumento dell'interesse per la regione quando si scoprì la presenza dell'oro.
Lo scultore e i rappresentanti tribali concordarono che il luogo ideale fosse rappresentato dal monte Rushmore, il quale aveva pure il vantaggio di essere esposto a sud-est e godere dunque della massima esposizione al sole. Robinson voleva che fossero raffigurati gli eroi dell'ovest americano, tra cui Lewis e Clark, la loro guida alla spedizione Sacajawea, il capo dei Teton Oglala Nuvola Rossa, Buffalo Bill e il capo degli Oglala Lakota Cavallo Pazzo. Tuttavia, Borglum riteneva che la scultura poteva ottenere una risonanza maggiore a livello mondiale selezionando altri soggetti, con la scelta che ricadde nello specifico su quattro presidenti.
Peter Norbeck, senatore del Dakota meridionale, patrocinò il progetto e assicurò l'ottenimento dei finanziamenti federali necessari. La costruzione iniziò nel 1927, con i volti dei presidenti che furono completati tra il 1934 e il 1939. Dopo la morte di Gutzon Borglum nel marzo 1941, suo figlio Lincoln assunse la guida del progetto di costruzione. In origine, ogni presidente doveva essere raffigurato dalla testa ai fianchi, ma la mancanza di fondi costrinse a terminare la costruzione il 31 ottobre 1941.
Definito talvolta come il "Santuario della Democrazia", il monte Rushmore attira più di due milioni di visitatori all'anno.

## Geologia

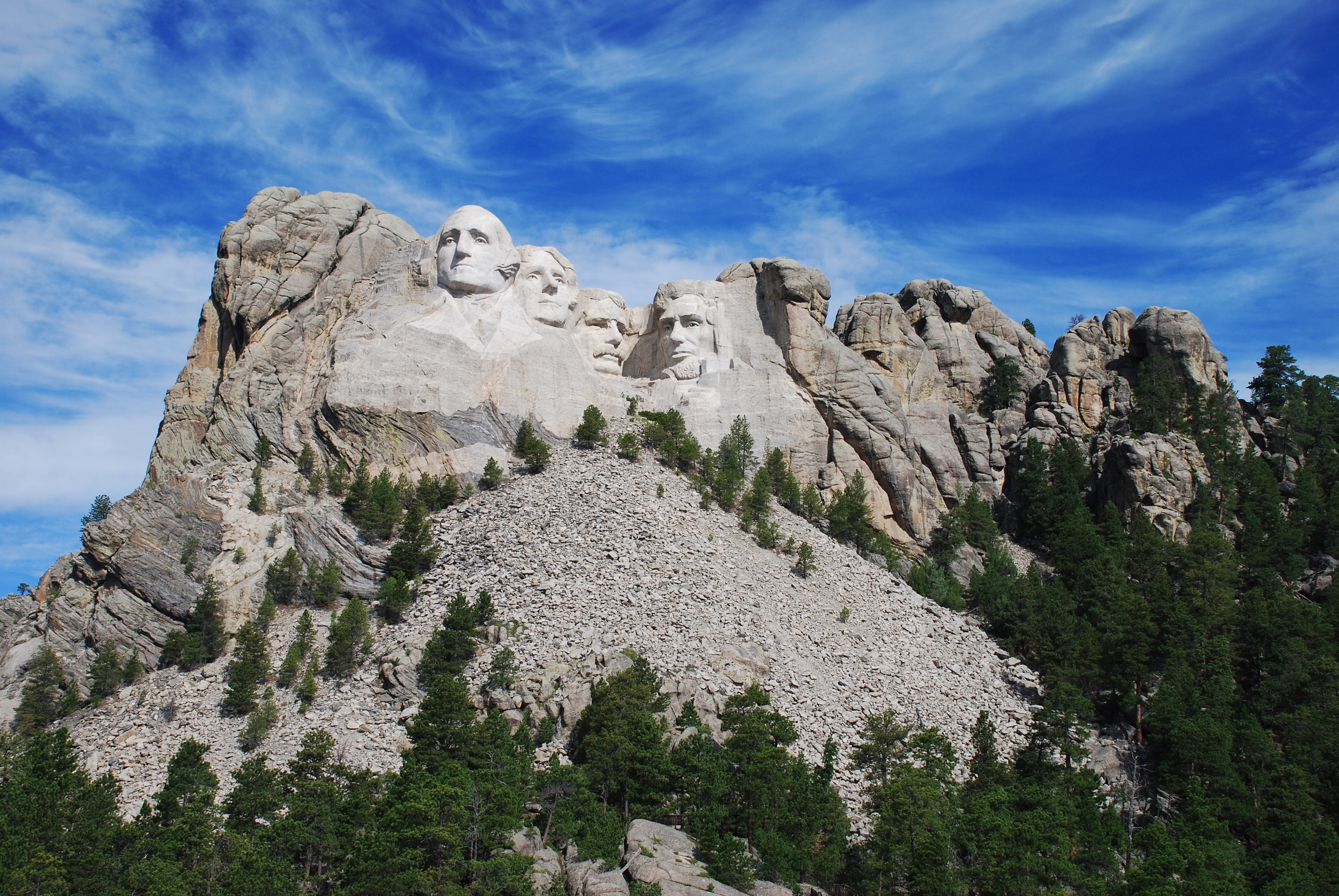
Sul monte Rushmore è ben visibile, a ridosso delle sculture, il ghiaione delle rocce

Il monte Rushmore si compone in gran parte di granito: il memoriale fu scolpito sul margine nord-ovest del Black Elk Peak sulle batoliti nelle Black Hills del Dakota del Sud, con una conformazione geologica in linea con il resto della catena montuosa. Il magma delle batoliti si intruse nelle rocce di micascisto preesistenti durante il Proterozoico, ovvero 1,6 miliardi di anni fa. I dicchi di pegmatite a grana grossa sono associati all'intrusione granitica di Black Elk Peak e sono visibilmente di colore più chiaro, circostanza che spiega le striature di colore chiaro sulla fronte dei presidenti.
I graniti delle Black Hills risultarono esposti all'erosione durante il Neoproterozoico, ma furono successivamente sepolti da arenaria e altri sedimenti durante il Cambriano. Rimasti sepolti durante il Paleozoico, tornarono a rivedere la luce del sole durante l'orogenesi laramide circa 70 milioni di anni fa. Quando l'area delle Black Hills salì di quota, il sito assunse la forma di un duomo dalla forma ellittica, al centro della quale si trova un nucleo cristallino composto dalle rocce più antiche delle colline. La successiva erosione, per così dire, spogliò il granito dei sedimenti sovrastanti e lo scisto adiacente più morbido. Degli scisti sopravvissuti alcuni possono essere scorti sotto forma di materiale più scuro appena sotto la scultura di Washington.
La montagna più alta della regione è il Black Elk Peak (2.207 m s.l.m.), mentre il monte Rushmore tocca i 1.745 s.l.m. Borglum selezionò tale località come sito idoneo soprattutto per motivi legati alla conformazione della sommità. La roccia della montagna è composta da granito liscio a grana fine, il quale patisce un'erosione di soli 25 mm ogni 10.000 anni, un termine più che sufficiente per supportare un'opera che avrebbe inevitabilmente affrontato migliaia di intemperie e agenti atmosferici.
Malgrado si sia a lungo dibattuto sulla possibilità di aggiungere un'ulteriore effigie di un presidente, la roccia che circonda le pareti esistenti non risulta adatta per ulteriori incisioni; inoltre, si potrebbe mettere a serio rischio la stabilità delle sculture già esistenti.
Da un punto di vista della conformazione dei suoli, l'area del monte Rushmore vede soprattutto alfisol che passano da punti molto ghiaiosi (Mocmount) a siti in cui il limo abbonda (Buska), con una colorazione compresa tra il marrone e il marrone grigiastro scuro.

## Storia
L'idea di scolpire il monte Rushmore fu concepita con l'intenzione di rendere la località una meta attrattiva per i turisti, puntando "non solo sulla natura locale vasta e incontaminata, ma anche sul trionfo della civiltà occidentale sulla geografia attraverso la realizzazione di figure antropomorfe". A giudizio degli ultimi occupanti di quel territorio in quel preciso momento storico, i Lakota Sioux, così come di altre tribù, il monumento "è venuto a incarnare la perdita delle nostre terre sacre e le ingiustizie subite dal momento dell'istituzione del governo degli Stati Uniti". Dopo la firma del trattato di Fort Laramie del 1868, gli USA promisero di non avvicinarsi alla zona abitata dai Sioux, compresa la totalità delle Black Hills, "a patto che i bufali inseguiti durante la caccia non vi si avvicinino in numero tale da giustificare l'ingresso in zona". Quando si scoprì la presenza dell'oro, svariati coloni americani emigrarono nell'area negli anni '70 dell'Ottocento, con il risultato che il governo federale costrinse i Sioux a rinunciare al possesso della riserva delle Black Hills.
Sulla scia di un orientamento nazionalista, si diffuse la concezione secondo cui i quattro volti presidenziali fossero stati scolpiti nel granito con l'intenzione di simboleggiare "un risultato nato, pianificato e creato nelle menti e dalle mani degli americani per gli americani".

### Denominazione
Il monte Rushmore era noto ai Lakota Sioux con il nome "I sei nonni" (Tȟuŋkášila Šákpe, in inglese Six Grandfathers) o "Monte Puma" (Igmútȟaŋka Pahá o Cougar Mountain). Oltre alle due varianti appena menzionate, i coloni americani conoscevano la vetta con il nome di Pan di Zucchero (Sugarloaf Mountain), monte Macello (Slaughterhouse mountain) o rocce di Keystone (Keystone Cliffs). La sommità divenne celebre tra i nativi quando il capo Lakota Alce Nero, all'età di nove anni, compì un percorso spirituale che lo portò, passando per il Rushmore, a raggiungere la vetta più elevata dell'odierno Dakota del Sud, il Black Elk Peak, così denominato in suo onore. Dopo una serie di campagne militari nell'ambito delle guerre indiane dal 1876 al 1878, gli Stati Uniti si appropriarono del controllo sull'area, un atto di forza la cui legittimità generò delle contestazioni dalla seconda metà del secolo successivo.
Una prima spedizione di prospezione nel 1885 guidata da David Swanzey (marito di Carrie Ingalls), Bill Challis e il ricco investitore Charles E. Rushmore iniziarono a visitare regolarmente l'area per compiere delle battute di caccia. Scherzando ripetutamente con i colleghi sul fatto che il suo nome risultasse più consono alla montagna, il Board of Geographic Names degli Stati Uniti riconobbe ufficialmente la designazione "Mount Rushmore" nel giugno del 1930.

### Ideazione, fisionomia e finanziamento
Lo storico Doane Robinson concepì l'idea del monte Rushmore nel 1923 per promuovere il turismo nel Dakota del Sud. Nel 1924, Robinson convinse lo scultore Gutzon Borglum a recarsi nella regione delle Black Hills per assicurarsi che potessero iniziare i lavori. Il piano originale prevedeva di scolpire i pilastri di granito noti come Needles. Tuttavia, Borglum si rese conto che le formazioni rocciose erano troppo sottili per supportare la scultura. Pertanto, a quel punto scelse il monte Rushmore, ritenuto un luogo più adatto perché rivolto a sud-est in quanto e godeva della massima esposizione al sole. Dopo aver visto il monte Rushmore, sembra che Borglum dichiarò: "L'America sarà costruita sfruttando i lineamenti di questo monte". Borglum era stato coinvolto nella scultura del memoriale del monte Stone dedicato ai confederati in Georgia, ma non giunse a un accordo con i funzionari locali e il progetto si arenò.
Dopo lunghi negoziati che coinvolsero una delegazione congressuale e il presidente Calvin Coolidge, il progetto ricevette l'approvazione del Congresso il 3 marzo 1925. I lavori per la realizzazione dell'opera iniziarono nel 1927 e terminarono nel 1941 senza vittime.

### Costruzione
Tra il 4 ottobre 1927 e il 31 ottobre 1941, Gutzon Borglum e i 400 lavoratori al suo fianco scolpirono le colossali sculture di 18 m dei presidenti statunitensi George Washington, Thomas Jefferson, Theodore Roosevelt e Abraham Lincoln per rappresentare i primi 150 anni di storia americana. Tali personaggi andarono selezionati da Borglum per i grandi risultati raggiunti nel corso del proprio mandato e nell'espansione del territorio della repubblica statunitense. Per ultimare l'opera si rese necessario l'impiego della dinamite, seguito dal processo di "nido d'ape", grazie al quale si praticarono dei fori ravvicinati e si consentì la rimozione manuale di piccoli pezzi. In totale, circa 410 000 tonnellate di roccia saltarono in aria dal fianco della montagna. L'effigie di Thomas Jefferson doveva originariamente apparire nell'area alla destra di Washington, ma dopo l'inizio dei lavori, la roccia si rivelò non adatta e si dovette distruggere quanto realizzato con gli esplosivi ricominciando tutto da capo.

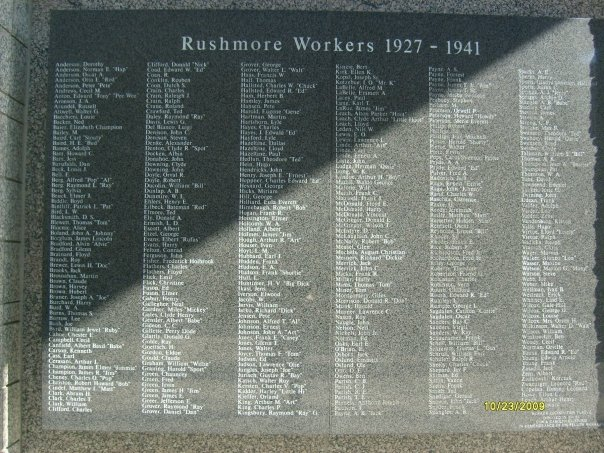
La targa al monumento nazionale del monte Rushmore con i nomi dei lavoratori del monumento

Il capo intagliatore della montagna era Luigi Del Bianco, un artigiano e scalpellino italiano di Port Chester, nello stato di New York. Del Bianco era emigrato negli Stati Uniti dal Friuli e fu selezionato per lavorare a questo progetto per la sua comprensione del linguaggio scultoreo e la capacità di infondere delle emozioni nei ritratti scolpiti.
Nel 1933, il monte Rushmore ricadde sotto la giurisdizione del National Park Service (NPS), con Julian Spotts che aiutò con il progetto migliorando la sua infrastruttura. Ad esempio, fece aggiornare il tracciato dei tram in modo che potesse raggiungere la cima del Rushmore per la comodità dei lavoratori. Entro il 4 luglio 1934, il volto di Washington appariva completato, mentre quello di Thomas Jefferson fu ultimato nel 1936 e quello di Lincoln il 17 settembre 1937. Sempre in quest'ultimo anno, fu presentato al Congresso un disegno di legge per aggiungere la pioniera dei diritti civili Susan B. Anthony, ma si approvò una clausola su un disegno di legge relativa agli stanziamenti la quale richiedeva che i fondi federali andassero utilizzati esclusivamente per finire le teste i cui lavori erano già stati avviati in quel momento. Nel 1939 vide la luce anche la versione definitiva del volto di Theodore Roosevelt.
Lo Sculptor's Studio, un'esposizione di modelli in gesso e strumenti unici legati alla scultura, fu costruito nel 1939 sotto la direzione di Borglum. Questi si spense a causa di un'embolia nel marzo 1941, con il risultato che suo figlio, Lincoln Borglum, continuò il progetto. Inizialmente, era previsto che le figure fossero scolpite dalla testa alla vita, ma i fondi insufficienti costrinsero la scultura a terminare. Borglum aveva anche progettato un enorme pannello a forma di acquisto della Louisiana per commemorarla, oltre alla Dichiarazione d'indipendenza, la Costituzione nazionale e sette acquisizioni territoriali, da quella dell'Alaska alla zona del Canale di Panama riportate in lettere dorate alte 2,5 m. In totale, l'intero progetto costò 989.992,32 $ (17,4 milioni del 2020).
Nick Clifford, morto nel novembre del 2019 all'età di 98 anni, fu l'ultimo intagliatore rimasto ancora vivo.

### Centro per visitatori
A Harold Spitznagel e Cecil Doty si deve la costruzione del centro visitatori originale, terminato nel 1957. Queste strutture rientravano nel programma rappresentato dalla Mission 66 volto a migliorare le strutture dei visitatori nei parchi nazionali e nei monumenti di tutto il Paese.
Il decennio di lavori di riqualificazione culminò con il completamento di ampie strutture per i visitatori e marciapiedi nel 1998, come un centro dei visitatori, il museo di Lincoln Borglum e il cosiddetto sentiero presidenziale. La manutenzione del memoriale richiede agli alpinisti di monitorare e sigillare eventuali crepe ogni anno. A causa dei vincoli imposti dai finanziamenti, il memoriale non viene salvaguardato regolarmente allo scopo di eliminare i licheni presenti. Tuttavia, l'8 luglio 2005, Alfred Kärcher, un produttore tedesco di idropulitrici e macchine per la pulizia a vapore, condusse un'operazione di pulizia gratuita durata diverse settimane, utilizzando acqua pressurizzata a oltre 93 °C.
Il 15 ottobre 1966, il monte Rushmore venne inserito nel Registro nazionale dei luoghi storici. Nell'ambito di un concorso indetto del 1934 per ragazzi in età universitaria, fu selezionato un saggio di 500 parole sulla storia degli Stati Uniti di uno studente del Nebraska, tale William Andrew Burkett, poi collocato sulla trabeazione su una lastra di bronzo nel 1973. Nel 1991, il presidente George H. W. Bush sottolineò la buona fattura del discorso scritto dallo studente e dedicato al monte Rushmore.

### Ipotesi di facce aggiuntive
Nel 1937, quando la scultura non era ancora completa, un disegno di legge al Congresso a sostegno dell'aggiunta dell'attivista per i diritti delle donne Susan B. Anthony non sfociò in un provvedimento legislativo. Quando l'opera andò completata nel 1941, gli scultori dichiararono che la roccia rimanente non appariva adatta per ulteriori intagli. A una simile visione si allineò anche RESpec, una società di ingegneria incaricata di monitorare la stabilità della roccia nel 1989. Tuttavia, sono state comunque avanzate delle proposte con riferimento all'ipotesi di aggiungere nuovi personaggi. Tra i più gettonati nelle segnalazioni spiccavano John F. Kennedy, "richiesto" dopo il suo assassinio nel 1963, e Ronald Reagan nel 1985 e nel 1999, con quest'ultima proposta che all'epoca fu discussa durante una seduta del Congresso. Interrogato nel 2008 sulla possibilità che la sua faccia potesse essere scolpita sul monte, Barack Obama scherzò affermando che le sue orecchie erano troppo grandi per consentirlo.
Secondo un sondaggio condotto da esperti di scienze politiche condotto con il sostegno The New York Times nel 2018, Franklin D. Roosevelt risultava la figura più popolare che gli intervistati consigliavano di ritrarre, indipendentemente dall'affiliazione al partito. Nel dettaglio, il 66% degli intervistati si dichiarò a favore Roosevelt, il 7% a sostegno di Barack Obama e il 5% di Ronald Reagan. Tra i Democratici, Roosevelt era stato scelto dal 75% delle persone, seguito da Barack Obama con l'11%, mentre tra i Repubblicani si segnalava Roosevelt al 43% e Reagan al 19%. Tra gli indipendenti, Roosevelt era stato scelto dal 57%, seguito da Reagan e Dwight D. Eisenhower dall'11%.

### Controversie
Il memoriale a Cavallo Pazzo, i cui lavori partirono nel 1940, è ancora in costruzione altrove nelle Black Hills per commemorare il capo dei nativi americani. Al termine, dovrebbe raggiungere dimensioni cospicue, superiori a quelle delle sculture sul Rushmore. La scelta della Crazy Horse Memorial Foundation di rifiutare offerte di fondi federali non ha trovato unanimità tra le tribù di nativi americani.
La violazione del trattato di Fort Laramie del 1868 spinse i membri dell'American Indian Movement a guidare un'occupazione del monumento nel 1971, chiamandolo "Monte di Cavallo Pazzo", e il santone Lakota Cervo Zoppo piantò un bastone di preghiera in cima alla montagna. Quest'ultimo affermò che tramite tale azione era stato posizionato un velo simbolico sui volti dei presidenti, "che rimarranno sporchi fino a quando i trattati riguardanti le Black Hills non saranno rispettati".
La decisione della Corte Suprema degli Stati Uniti del 1980 United States v. Sioux Nation of Indians confermò che i Sioux non avevano ricevuto un necessario risarcimento per la loro terra perduta nelle Black Hills, incluso dunque il monte Rushmore. Nel quantificare i danni patiti, il massimo tribunale statunitense propose come cifra 102 milioni di dollari come cifra equa: tuttavia, la compensazione fu valutata in 1,3 miliardi nel 2011, e, per via degli interessi accumulati, in quasi 2 miliardi di dollari nel 2021. Nel 2020, l'attivista oglala Nick Tilsen ribadì che il suo popolo non avrebbe accettato un accordo, "in quanto ci accontenteremo esclusivamente di una piena restituzione del possesso delle nostre terre in ossequio al contenuto dei trattati firmati e concordati tra le rispettive controparti".
Nel 2004, Gerard Baker fu nominato sovrintendente del parco, il primo e finora unico nativo americano a rivestire quel ruolo. Baker dichiarò che avrebbe favorito l'analisi di "più interpretazioni" sulla storia del Rushmore e che i quattro presidenti ne "costituivano solo una" tra le tante.
Il 3 luglio 2020, decine di attivisti manifestarono quando il presidente Donald Trump tenne una manifestazione elettorale a Mount Rushmore. Il presidente aveva smentito le voci di chi immaginava di smantellare l'opera, in quanto "non si cancella la nostra storia". Venti persone furono arrestate nel corso di quell'occasione.

### La Sala dell'Archivio

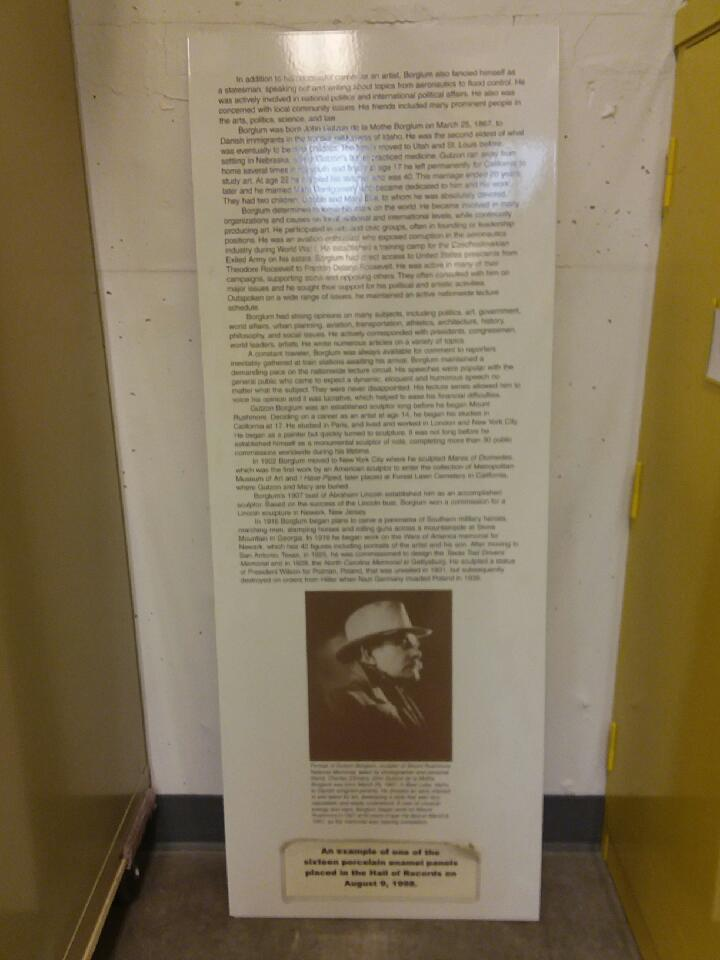
Una copia di uno dei pannelli sepolti nella Sala dell'Archivio

Borglum originariamente immaginava di costruire una grande Sala dell'Archivio (Hall of Records) interna al monte, dove i più rilevanti documenti storici e manufatti d'America potessero essere conservati in teche destinate a essere ammirate dai turisti. Malgrado la partenza del progetto riuscì, solo 21 m nella roccia furono scavati prima che i lavori si fermassero nel 1939 per tornare a concentrarsi sulle facce. Nel 1998, un nuovo tentativo di completare la visione di Borglum portò alla costruzione di un deposito all'interno dell'imboccatura della grotta che ospitava 16 pannelli con informazioni biografiche e storiche dedicate alla vetta, nonché i documenti che Borglum voleva conservarvi. La volta è costituita da una copertura in tek scavata nel granito (che ospita i 16 pannelli) all'interno di una volta in titanio.

## Clima
Il monte Rushmore rientra in una fascia climatica quale quella continentale umida ("Dwb" nella classificazione climatica di Köppen). Gli inverni si rivelano generalmente freddi, ma alcune piante si sono adattate a resistere nell'area fino a bassissime temperature, sia pur non inferiori ai -29 °C.
I due mesi più piovosi dell'anno sono maggio e giugno; il sollevamento orografico provoca brevi ma forti temporali pomeridiani durante l'estate.
| Bollettino meteorologico del monte Rushmore (valori normali 1991-2020, estremi 1962-2020) | Mesi | Mesi | Mesi | Mesi | Mesi | Mesi | Mesi | Mesi | Mesi | Mesi | Mesi | Mesi | Stagioni | Stagioni | Stagioni | Stagioni | Anno  |
| Bollettino meteorologico del monte Rushmore (valori normali 1991-2020, estremi 1962-2020) | Gen  | Feb  | Mar  | Apr  | Mag  | Giu  | Lug  | Ago  | Set  | Ott  | Nov  | Dic  | Inv      | Pri      | Est      | Aut      | Anno  |
| ----------------------------------------------------------------------------------------- | ---- | ---- | ---- | ---- | ---- | ---- | ---- | ---- | ---- | ---- | ---- | ---- | -------- | -------- | -------- | -------- | ----- |
| T. max. media (°C)                                                                        | 2,7  | 2,4  | 6,8  | 10,1 | 15,3 | 21,7 | 25,9 | 25,3 | 20,6 | 12,8 | 6,9  | 2,6  | 2,6      | 10,7     | 24,3     | 13,4     | 12,8  |
| T. media (°C)                                                                             | −2,3 | −2,6 | 1,6  | 5,0  | 10,3 | 16,4 | 20,5 | 19,9 | 15,2 | 7,7  | 2,1  | −2,1 | −2,3     | 5,6      | 18,9     | 8,3      | 7,6   |
| T. min. media (°C)                                                                        | −7,3 | −7,6 | −3,7 | −0,1 | 5,3  | 11,1 | 15,1 | 14,4 | 9,8  | 2,7  | −2,8 | −6,8 | −7,2     | 0,5      | 13,5     | 3,2      | 2,5   |
| T. max. assoluta (°C)                                                                     | 21   | 20   | 26   | 29   | 34   | 37   | 38   | 37   | 36   | 30   | 24   | 20   | 21       | 34       | 38       | 36       | 38    |
| T. min. assoluta (°C)                                                                     | −39  | −34  | −27  | −17  | −10  | −3   | 4    | 1    | −7   | −20  | −24  | −35  | −39      | −27      | −3       | −24      | −39   |
| Precipitazioni (mm)                                                                       | 12   | 19   | 34   | 67   | 122  | 91   | 91   | 58   | 45   | 46   | 15   | 13   | 44       | 223      | 240      | 106      | 613   |
| Giorni di pioggia                                                                         | 5,1  | 6,1  | 6,7  | 9,7  | 13,6 | 13,4 | 12,4 | 10,5 | 7,7  | 7,1  | 4,5  | 4,7  | 15,9     | 30,0     | 36,3     | 19,3     | 101,5 |
| Nevicate (cm)                                                                             | 18   | 23   | 24   | 33   | 3,8  | 0,51 | 0,0  | 0,0  | 2,3  | 12,0 | 16,0 | 17,0 | 58,0     | 60,8     | 0,5      | 30,3     | 149,6 |
| Giorni di neve                                                                            | 4,5  | 4,9  | 3,9  | 3,4  | 0,8  | 0,1  | 0,0  | 0,0  | 0,2  | 1,7  | 3,0  | 4,0  | 13,4     | 8,1      | 0,1      | 4,9      | 26,5  |

## Ambiente naturale
La flora e la fauna locale sono simili a quelle del resto della regione delle Black Hills del Dakota del Sud, con l'area che, da un punto di vista ecologico, rappresenta un climax.

### Flora

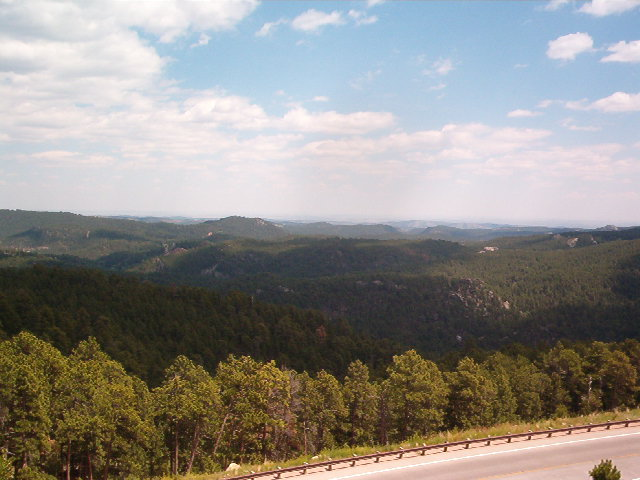
Le Black Hills di fronte al monte Rushmore

Per quanto riguarda la flora, alle quote più basse, gli alberi di conifere, principalmente pini gialli (Pinus ponderosa), circondano la maggior parte del monumento, fornendo ombra dai raggi solari. Tra le ulteriori specie vegetali si segnalano la Quercus macrocarpa, l'abete delle Black Hills (Picea glauca) e i pioppi eurocanadesi (Populus × canadensis). Nove specie di arbusti crescono vicino al monte Rushmore, ma vi è anche un'ampia varietà di fiori di campo, tra cui in particolare bocche di leone (Antirrhinum), girasoli (Helianthus) e viole (Viola). A mano a mano che si raggiungono quote più elevate, la vita vegetale si fa più scarsa e gradualmente scompare. È interessante segnalare come solo il 5% circa delle specie vegetali situate nelle Black Hills risultano autoctone.
Il totale delle precipitazioni annue è sufficiente a supportare un'abbondante vita animale e vegetale. Fondamentale risulta il ruolo della flora nel ruscellamento, con dighe naturali, infiltrazioni e sorgenti che aiutano a arginare l'acqua che scorre in discesa, fornendo punti di abbeveraggio per gli animali. Inoltre, rocce come arenaria e calcare aiutano a trattenere le falde acquifere, generando degli acquitrini.

### Fauna
Uccelli tra cui l'avvoltoio collorosso (Cathartes aura), l'aquila reale (Aquila chrysaetos), l'aquila di mare testabianca (Haliaeetus leucocephalus), la poiana della Giamaica (Buteo jamaicensis), vari generi di rondine (Hirundinidae) e il rondone golabianca (Aeronautes saxatalis) sorvolano sovente i dintorni del monte Rushmore, nidificando invece occasionalmente sulle sporgenze della montagna. Specie ornitologiche di dimensione minore, inclusi uccelli canori, picchi di piccola taglia (Sitta), corvidi (Corvidae) e vari passeriformi abitano le pinete circostanti. I mammiferi terrestri includono il ratto grigio (Rattus norvegicus), la tamia minore (Tamias minimus), lo scoiattolo comune (Sciurus vulgaris), la moffetta comune (Mephitis mephitis), l'ursone (Erethizon dorsatum), il procione comune (Procyon lotor), il castoro americano (Castor canadensis), il tasso americano (Taxidea taxus), il coyote (Canis latrans), la pecora bighorn (Ovis canadensis), la lince rossa (Lynx rufus), il wapiti (Cervus canadensis), il cervo mulo (Odocoileus hemionus), la marmotta dal ventre giallo (Marmota flaviventris) e il bisonte americano (Bison bison). Tra gli anfibi si segnalano la  Pseudacris nigrita, la Pseudacris triseriata, e la rana leopardo (Lithobates pipiens), così come tra i rettili diverse specie di serpenti. Il Grizzly Bear Brook e lo Starling Basin Brook, i due ruscelli presenti in zona, ospitano specie ittiche quali il Rhinichthys cataractae e il salmerino di fonte (Salvelinus fontinalis). Le capre delle nevi (Oreamnos americanus) non sono autoctone della regione: quelle presenti in zona discendono da una comunità che il Canada donò al parco statale di Custer nel 1924, in seguito fuggita e inselvatichitasi.

## Turismo
| Anno | Visitatori |
| ---- | ---------- |
| 1941 | 393.000    |
| 1950 | 740.499    |
| 1960 | 1.067.000  |
| 1970 | 1.965.700  |
| 1980 | 1.284.888  |
| 1990 | 1.671.673  |
| 2000 | 1.868.876  |
| 2010 | 2.331.237  |
| 2020 | 2.074.986  |

Il turismo rappresenta la seconda industria maggiore del Dakota del Sud, con il Monte Rushmore che si attesta come la principale attrazione turistica dello stato. Nel 2012, 2.185.447 persone visitarono il parco.
Negli anni '50 e '60, l'anziano capo dei Lakota Sioux Benjamin Alce Nero, figlio di quest'ultimo, divenne noto come la "Quinta faccia del Monte Rushmore", posando in fotografia con migliaia di turisti ogni giorno nei suoi abiti nativi. La South Dakota State Historical Society segnalò che si trattò di uno dei personaggi più fotografati al mondo di quel ventennio.

## Impatto antropico

### Progetti di tutela
La conservazione in corso del sito è, come detto, supervisionata dal National Park Service. Tra le operazioni effettuate per tutelare il monumento si registra soprattutto la sostituzione del sigillante applicato originariamente alle fessure rocciose da Gutzon Borglum, che si era rivelato inefficace nel resistere all'acqua. I componenti del sigillante Borglum includevano olio di lino, polvere di granito e piombo bianco, ma attualmente in questi frangenti si utilizza del silicone che è stato mascherato a polvere di granito.
Nel 1998 si installarono dispositivi di monitoraggio elettronici per tracciare il movimento nella topologia della scultura con una precisione di tre millimetri. Il sito fu registrato digitalmente nel 2009 utilizzando un metodo terrestre con scansione laser nell'ambito del progetto internazionale Scottish Ten, il quale fornì uno studio completo utile a facilitare la conservazione del sito. Tali dati sono stati resi pubblicamente accessibili online.

### Fuochi d'artificio e incendi
Un'indagine del 2016 dalla United States Geological Survey (USGS) rilevò concentrazioni insolitamente elevate di perclorato nelle acque superficiali e sotterranee dell'area. Un campione raccolto da un ruscello aveva una concentrazione massima di perclorato di 54 microgrammi per litro, un numero circa 270 volte superiore a quella dei campioni prelevati da località al di fuori del sito. Il rapporto concludeva che la probabile causa della contaminazione erano gli spettacoli aerei di fuochi d'artificio avvenuti in occasione del Giorno dell'Indipendenza dal 1998 al 2009. Il National Park Service rese altresì pubblico un rapporto con riferimento al tema sottolineando come almeno 27 roghi intorno al Monte Rushmore nello stesso periodo (dal 1998 al 2009) fossero stati causati da spettacoli pirotecnici.
Uno studio sulle "cicatrici" dovute agli incendi presenti nei campioni di cortecce studiate dendrocronologicamente indica che i roghi si verificano nelle foreste di ponderosa che circondano il monte Rushmore ogni 27 anni circa. Fortunatamente, quelli su vasta proporzione non rappresentano un evento comune. Non manca il ricorso nella pratica a incendi controllati, funzionali a ripulire il sottobosco e ad eliminare i rami secchi. Lo scarabeo del pino di montagna (Dendroctonus ponderosae) ha causato di recente una serie di infestazioni su larga scala nell'area protetta, nutrendosi del floema dei pini contorti.

## Cultura
A causa della sua fama come monumento, il Monte Rushmore è stato raffigurato in più luoghi nella cultura popolare.
L'11 agosto 1952, l'ufficio postale degli Stati Uniti emise un francobollo commemorativo da 3 centesimi dedicato al monumento nazionale del monte Rushmore nel 25º anniversario della sua istituzione. Il 2 gennaio 1974 fu emesso anche un francobollo di posta aerea da 26 centesimi raffigurante il monumento con descrizione "Shrine of Democracy" (Tempio della Democrazia).
Nel 1991, la zecca degli Stati Uniti rilasciò un dollaro d'argento commemorativo per celebrare il 50º anniversario dalla nomina di monumento nazionale riconosciuto al Rushmore. Infine, anche lo state quarter emesso nel 2007 del Dakota del Sud raffigurava la scultura.

### Cinema
- Sulla parete scolpita del monte Rushmore si svolge l'ultima scena del film Intrigo internazionale (North by Northwest), di Alfred Hitchcock, girato nel 1959.[93]
- Nel film del 1980 Superman II, il Generale Zod con i suoi compagni e nemici di Superman originari del pianeta Krypton, modificano i volti di tre presidenti sostituendoli con i propri, distruggendo il quarto volto.[94]
- Nel film del 1994 Richie Rich - il più ricco del mondo, in cui Macaulay Culkin interpreta un ricco adolescente, la storia è segnata dalla presenza di una enorme cassaforte internata in una statua simile al monte Rushmore (chiamato nel film "Monte Richmore") in fase di lavoro in cui sono rappresentati i componenti della famiglia.[95]
- Nel film del 1995 Casper, mentre Cat è a scuola, vede il volto del fantasmino al posto del volto di uno dei presidenti.
- Nel film del 1996 Mars Attacks! diretto da Tim Burton, gli alieni giunti sul pianeta Terra modificano i volti di tre presidenti sostituendoli con i propri.[96]
- Nel film del 1998 The Truman Show, una versione "miniaturizzata" del monte Rushmore appare nelle foto ricordo di Truman Burbank.[97]
- Nel film del 2004 Team America di Trey Parker e Matt Stone all'interno del monte c'è la base segreta della squadra Team America.[98]
- Nel film del 2007 Il mistero delle pagine perdute con Nicolas Cage all'interno del monte è ambientata l'ultima parte del film, raggiunta attraverso indizi trovati durante la trama.[99]
- Nel film del 2013 Nebraska, Woody (Bruce Dern) e David Grant (Will Forte) fanno una sosta lungo il tragitto appositamente per osservare il monte.[100]
- Nel film del 2013 Mai Stati Uniti diretto da Carlo Vanzina il gruppo di fratellastri in viaggio negli USA, trovandosi dinanzi alla montagna, discute su quali sarebbero per loro i migliori quattro presidenti italiani.[101]

### Animazione
- In Italia, nel 1981, viene trasmesso il cartone animato Gordian la cui base, chiamata Santore, è situata in un futuribile e semidistrutto monte Rushmore.[102]
- Nel cartone animato Ben 10, la base dei Risolutori, un'associazione governativa segreta, si trova all'interno del monte Rushmore, che in un episodio viene anche distrutto accidentalmente.
- Sul monte Rushmore è ambientata parte della puntata della serie animata I Griffin dal titolo italiano I due volti della passione (primo episodio della 4ª serie), le cui scene finali si svolgono tra la casa di Mel Gibson (situata sopra il monte) ed il monumento stesso.
- Nel cartone animato Disney Phineas and Ferb, il dottor Heinz Doofenshmirtz scavava all'interno del monte Rushmore, mentre Phineas e Ferb aggiungevano oltre alle 4 facce dei presidenti, la faccia di loro sorella Candace, per festeggiare il suo compleanno.[103]
- Nel cartone animato Il laboratorio di Dexter Abraham Lincoln e George Washington vengono tolti dalla montagna per essere usati come robot.
- Nel cartone animato Leone il cane fifone, dove Leone e la sua famiglia si trovano sul monte Rushmore alle prese con la polizia locale.
- In una puntata del cartone animato Johnny Bravo una macchina da allenamento rende gli addominali del protagonista simili al monte Rushmore.[104]
- Nel cartone di Roger Rabbit Curve Pericolose, presente nella VHS Ecco Roger Rabbit (in allegato con Chi ha incastrato Roger Rabbit), alla fine un geyser lancia i protagonisti del cartone, insieme a un masso, fuori dagli studios dirigendoli verso il Monumento dei 4 presidenti e distruggendolo.[105]
- In una puntata della serie televisiva Ned - Scuola di sopravvivenza i due amici Ned e Moze creano un piccolo monte Rushmore per un progetto di storia.
- Nel cartone animato de I Simpson in una puntata viene nominato il monte Splashmore, chiaro riferimento al monte Rushmore. Mentre nella puntata Io amo Lisa alla fine dello spettacolo scolastico nel giorno della "Festa dei Presidenti" viene calato sul palco una struttura raffigurante il monte Rushmore, presumibilmente in cartapesta. Alla fine della quarta puntata della 12ª stagione, Lisa l'ambientalista, il tronco di sequoia con la testa di Lisa che viene fatto scendere dalla collina dall'ecologista Jesse attraversa l'America visitando vari posti tra cui il monte Rushmore. Infine, in una puntata della 17ª stagione, Homer si rifiuta di deviare di soli sei metri per vedere il famoso monumento. Altre volte viene nominato il monte Carlmore, scultura del personaggio Carl, fatta dal suo amico Lenny in suo onore.
- Appare brevemente in Gormiti - L'evoluzione di Neorganic, nell'episodio Venti di guerra.
- Nell'episodio-film di Due fantagenitori, Abra Catastrofe!, a causa dei desideri fuori dalle regole espressi da Bippy la scimmia e da Denzel Crocker, il monumento cambia aspetto e i volti dei presidenti vengono prima sostituiti da dei gorilla, poi da diverse espressioni di Denzel Crocker stesso. A fine della puntata, tuttavia, i due desideri vengono annullati da Timmy e il monte Rushmore ritorna normale.
- Nel film di animazione del 2007 Bee Movie appare una miniatura del monumento dietro la quale si nasconde l'ape protagonista.
- Compare brevemente nel film Asterix conquista l'America e al posto dei presidenti compaiono i volti di alcuni indigeni americani tra cui lo stregone e il capo della tribù dei Piedi Lerci.[106]
- Nella sigla della serie animata La famiglia Addams del 1973 i presidenti del monte Rushmore si spaventano alla vista della famiglia, spalancano gli occhi e aprono la bocca stupiti facendo cadere i capelli di George Washington e gli occhiali di Theodore Roosevelt insieme ad altri massi.
- Nel cartone Johnny Test dove Johnny distrugge il monte Rushmore.
- Appare nelle scene finali di un episodio della seconda stagione di Leone il cane fifone, titolata "Affari di Famiglia" ("Family Business").
- Nel film di animazione L'era glaciale 4 - Continenti alla deriva nelle prime scene Scrat, cercando ancora una volta di seppellire una ghianda, apre una fenditura e precipita fino al centro della terra causando una catastrofe planetaria da cui si innesca la deriva dei continenti; a causa dei suoi vari scontri con il sottosuolo, scolpisce il suo viso sul monte Rushmore.
- Nell'anime e manga giapponese Naruto la montagna del Villaggio della Foglia su cui sono stati scolpiti i volti degli Hokage è una citazione al Monte Rushmore.[107]

### Musica
- La copertina del disco Deep Purple in Rock dei Deep Purple, raffigura i volti dei cinque membri del gruppo scolpiti sul monte Rushmore come i quattro presidenti.[108]

### Videogiochi
- Nel videogioco Crash Tag Team Racing il monte Rushmore nel terzo mondo chiamato "Tyrannosaurus Wrecks" le teste dei presidenti sono stati trasformati in dinosauri.
- Nel videogioco Sam & Max Hit the Road il monte Rushmore è stato trasformato in un'attrazione ludica dove è possibile fare bungee jumping dai nasi dei vari presidenti.[109]
- Nel simulatore di volo Flight Simulator 2004 è stata creata una fedele riproduzione del monte Rushmore con le facce dei quattro presidenti.[110]
- Nel simulatore di volo della Activision, Fighter Bomber (1990), è possibile pilotare i caccia disponibili effettuando una ricognizione proprio sopra il monte Rushmore, sorvolando i volti dei presidenti.
- Nel videogioco Metal Gear Solid 4: Guns of the Patriots viene svelato che il nome di quattro delle cinque IA che compongono i Patriots sono nominate con le iniziali dei presidenti scolpiti (GW, TJ, TR e AL).
- Nel videogioco Command & Conquer: Red Alert 3 l'ambientazione di un livello del gioco è sul monte Rushmore, dove le teste dei presidenti sono armi.[111]
- Nel videogioco Hitman: Absolution un filmato nel quale Birdie cerca di vendere informazioni dell'agente 47 a Mr. Dexter si svolge sul monte Rushmore.[112]
- Nel videogioco Wolfenstein - The New Order i nazisti dopo aver conquistato l'America distruggono il monte Rushmore (la distruzione del monte si può vedere in un trailer del gioco).[113]
- Nel videogioco Call Of Duty - Advanced Warfare (dell'Activision), è presente il monte Rushmore in una mappa ottenibile esclusivamente tramite DLC; tuttavia, ai piedi di esso si trova una nave Cargo aliena.[114]
- Nel videogioco Vastar (1983 Sesame Japan), gioco a scorrimento, appare sullo sfondo il monte Rushmore raffigurante i quattro visi dei presidenti come tributo all'opera scultorea.
- Nel videogioco Zombie Tsunami, nel quale sono presenti diversi scenari in cui poter giocare, è presente anche lo sfondo di una simpatica riproduzione dei Quattro Presidenti.[115]
- Nei picchiaduro SNK Fatal Fury 2 e Fatal Fury Special è presente uno scenario dove all'orizzonte si nota il monte Rushmore.
- Nel Beat'em up a scorrimento, della SNK, King of the Monsters 2: The Next Thing alla fine del terzo livello, intitolato "Grand Canyon", è possibile intravedere per un istante il monte Rushmore prima di essere distrutto da Clawhead, uno dei boss del gioco.
- Nel videogioco Street Fighter il monte Rushmore costituisce lo sfondo dei combattimenti con Mike.

### Fumetti
- Nella miniserie dello Squadrone Supremo, nel corso della quale il supergruppo cerca di sviluppare il Programma Utopia, si verifica uno scontro tra l'Hyperion di Terra-712 e la sua controparte malvagia della Terra-616: parte dello scontro avviene sul Monte Rushmore e nel corso della colluttazione i volti dei Presidenti vengono distrutti.[116]
- Nel fumetto Naruto prendendo spunto dal monte Rushmore, su una parete rocciosa sono raffigurati i volti degli Hokage.
- Nel n. 100 del fumetto "Alan Ford", dopo una serie di eventi insolitamente surreali, il finale presenta una panoramica del monte Rushmore in cui, per concludere in modo altrettanto surreale, i quattro presidenti scoppiano a ridere.